# Svend Wiele
Svend Wiele (* 21. Januar 1981) ist ein ehemaliger deutscher Eishockeyspieler, der während seiner Karriere unter anderem für die München Barons in der Deutschen Eishockey Liga aktiv war.

## Karriere
Wiele stand seit der Saison 1999/00 im Kader der München Barons aus der Deutschen Eishockey Liga. Nach einem 3:1-Finalsieg gegen die Kölner Haie konnte damals 19-Jährige mit den Barons die Deutsche Meisterschaft gewinnen. Der Defensivspieler kam allerdings in nur sieben Ligaspielen zum Einsatz und erzielte dabei keinen Scorerpunkt. Des Weiteren absolvierte er in derselben Saison 33 Spiele für den Deggendorfer SC in der Oberliga sowie fünf Partien für den EV Landshut, der damals ebenfalls in der Oberliga aktiv war.
Im Sommer 2000 unterschrieb er ein Vertrag beim damaligen Drittligisten River Rats Geretsried, bei denen er bis 2003 im Kader stand. Anschließend beendete Svend Wiele seine aktive Eishockeykarriere im Alter von 22 Jahren.

### International
Wiele wurde 1999 für die deutsche Juniorennationalmannschaft nominiert, mit der er im gleichen Jahr an der U18-Junioren-Weltmeisterschaft in Kaufbeuren teilnahm. Dort erreichte er mit dem deutschen Team den neunten Platz, der den Klassenerhalt bedeutete. Svend Wiele kam in sechs Partien zum Einsatz und erzielte dabei einen Scorerpunkt.

## Erfolge und Auszeichnungen
- 2000 Deutscher Meister mit den München Barons